# Chevalier gambette
Tringa totanus
Espèce
Répartition géographique
   ////  Présence en été

   ////  Présence toute l'année

   ////  Migration

   ////  Hivernage

Statut de conservation UICN

 LC  : Préoccupation mineure
Le Chevalier gambette (Tringa totanus) est une espèce d'oiseaux limicoles de la famille des scolopacidés.

## Description
Le Chevalier gambette est un petit limicole d'environ 25 à 30 cm de longueur, aux pattes rouge vif et au plumage à dominante brun gris. 
En plumage nuptial, le dos et le dessus des ailes sont gris foncé à brun, de même que la tête et le cou. Le ventre et la poitrine sont blancs tachetés de noir. 
À l'automne, les parties sombres s'éclaircissent pour devenir gris clair, les taches du ventre disparaissent. Il peut alors être confondu avec le Chevalier arlequin. Ce sont les deux seuls limicoles de cette taille à avoir les pattes rouges. Le Chevalier gambette s'en distingue principalement par un bec un peu plus court, et par une large bande blanche à l'arrière de l'aile visible en vol, qui le distingue immédiatement de tous les autres limicoles. 
Il est fréquemment appelé « pieds rouges » dans certaines régions à cause de la couleur de ses pattes.

## Comportement

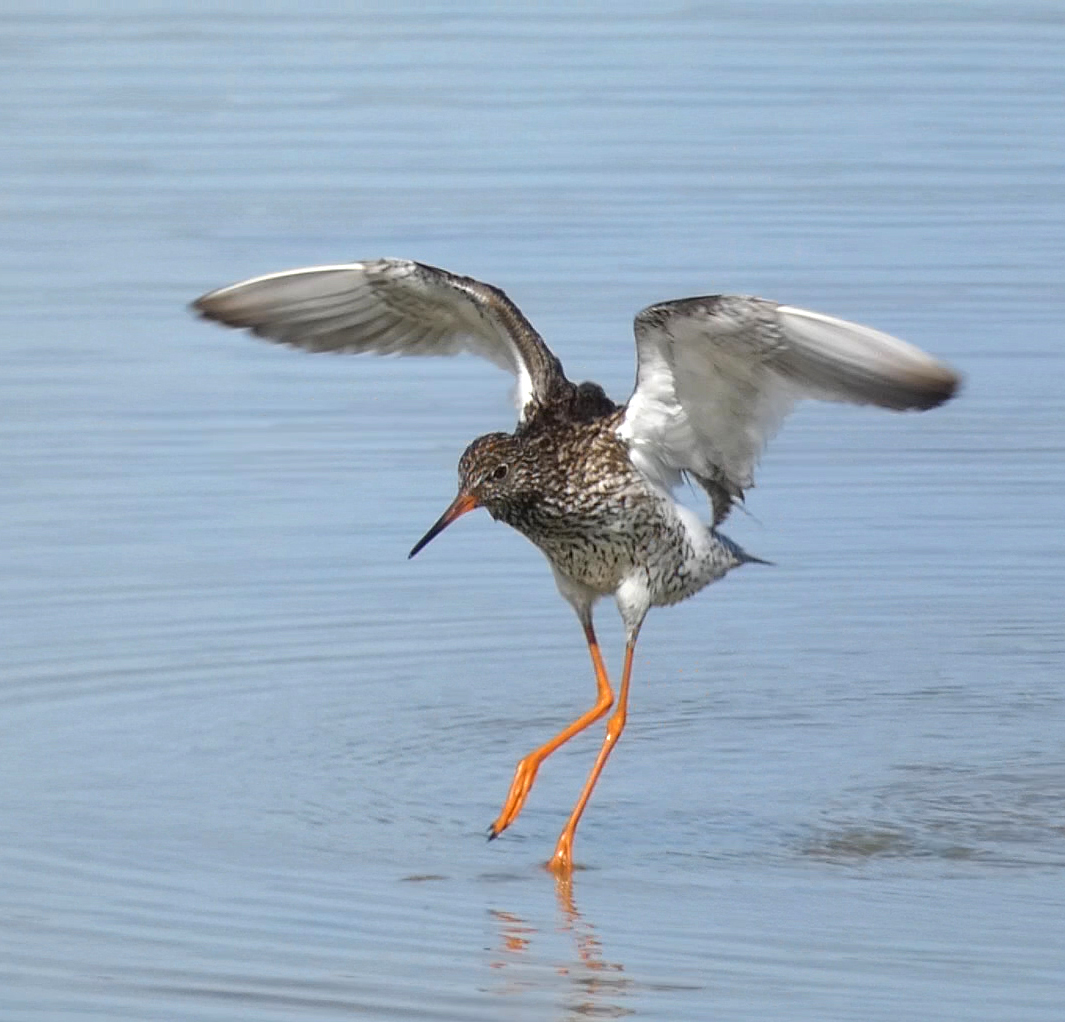
Toilette. Réserve de Séné, Golfe du Morbihan (France).

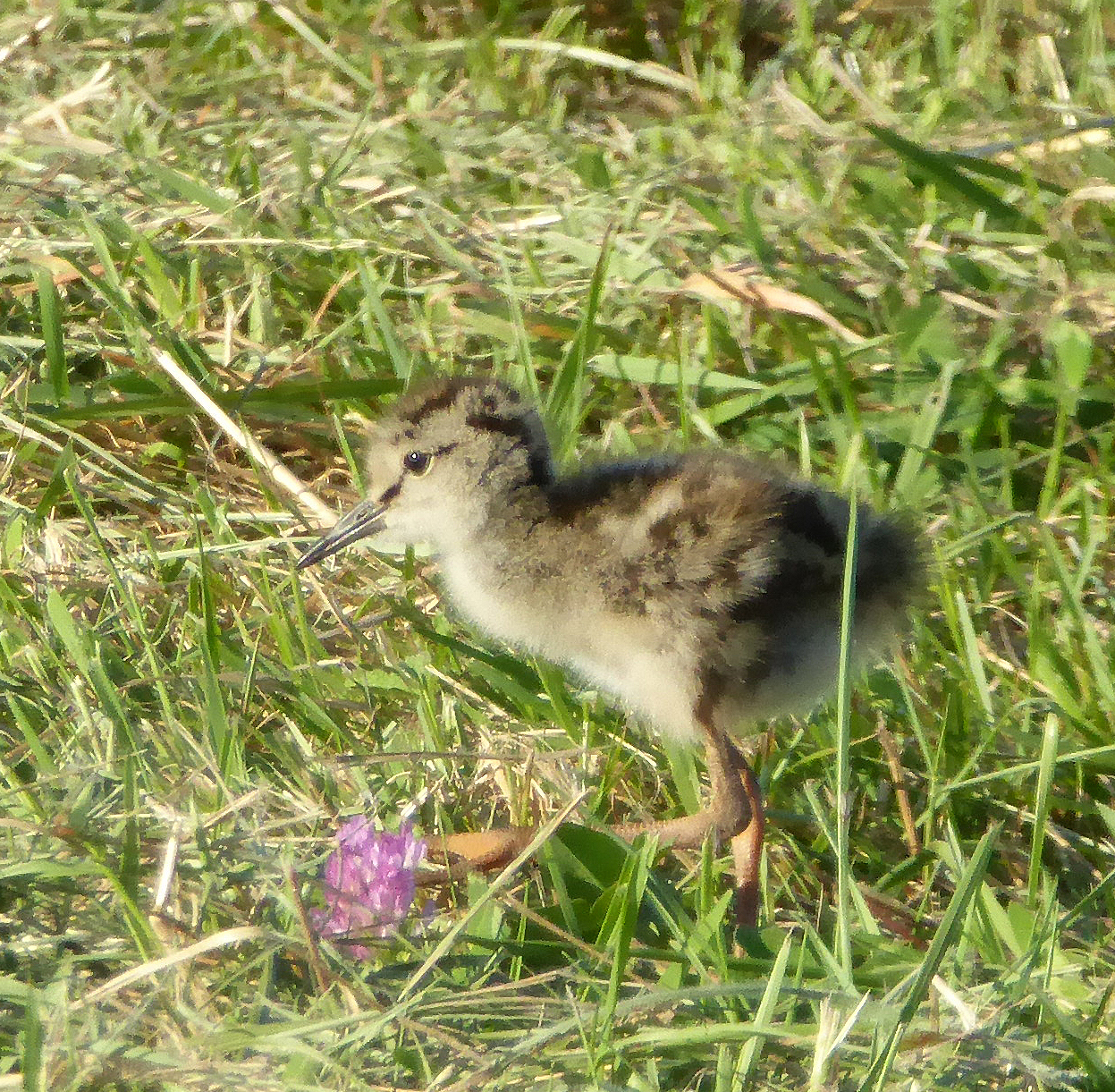
Poussin de Chevalier Gambette.

Souvent solitaire, on peut néanmoins le trouver en groupes de quelques dizaines à plusieurs centaines d'individus dans les estuaires, ou accompagné de chevaliers aboyeurs, de chevaliers arlequins ou de barges rousses et barges à queue noire.

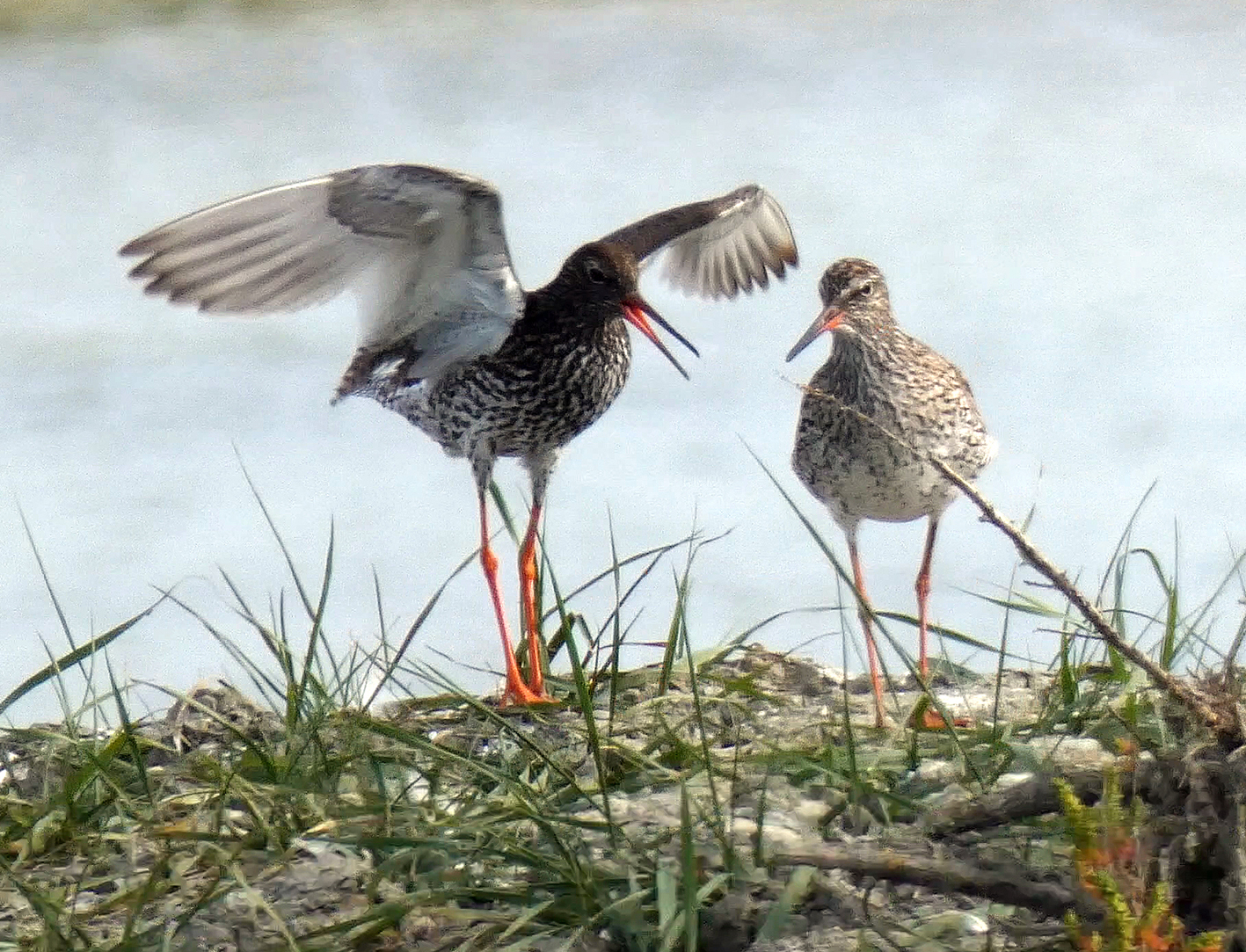
Parade nuptiale.

## Répartition et habitat

### Répartition
Nicheur dans certaines régions, dont la Camargue et la Vendée, le Chevalier gambette est un visiteur d'hiver et surtout un migrateur très commun sur les côtes françaises.

### Habitat
Le Chevalier gambette se rencontre essentiellement dans des zones humides et salées, le plus souvent sur des vasières dans lesquelles il se nourrit de vers et de petits crustacés.

## Liste des sous-espèces
D'après la classification de référence (version 14.1, 2024) de l'Union internationale des ornithologues, le Chevalier gambette, aussi appelé 'chevalier à pieds rouges', possède six sous-espèces (ordre philogénique) :
- Tringa totanus robusta (Schioler, 1919) : Islande et îles Féroé ;
- Tringa totanus totanus (Linnaeus, 1758) : de l'Ouest et le Nord de l'Europe à l'Ouest de la Sibérie ;
- Tringa totanus ussuriensis (Buturlin, 1934) : du Sud de la Sibérie et la Mongolie à l'Est de l'Asie ;
- Tringa totanus terrignotae (Meinertzhagen & A. Meinertzhagen, 1926) : Sud de la Mandchourie et Est de la Chine ;
- Tringa totanus craggi (Hale, 1971) : Nord-Ouest de la Chine ;
- Tringa totanus eurhina (Oberholser, 1900) : du Tadjikistan à l'Inde au Tibet.

## Galerie

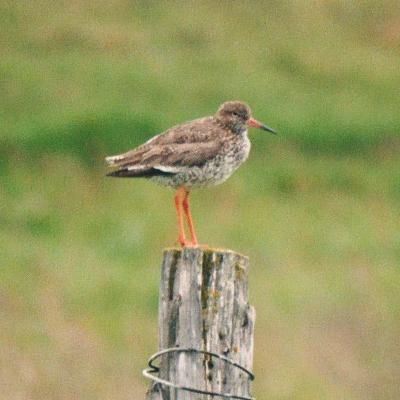
Chevalier gambette à la recherche de nourriture en décembre 2023 à Ystad
- Chevalier gambette.
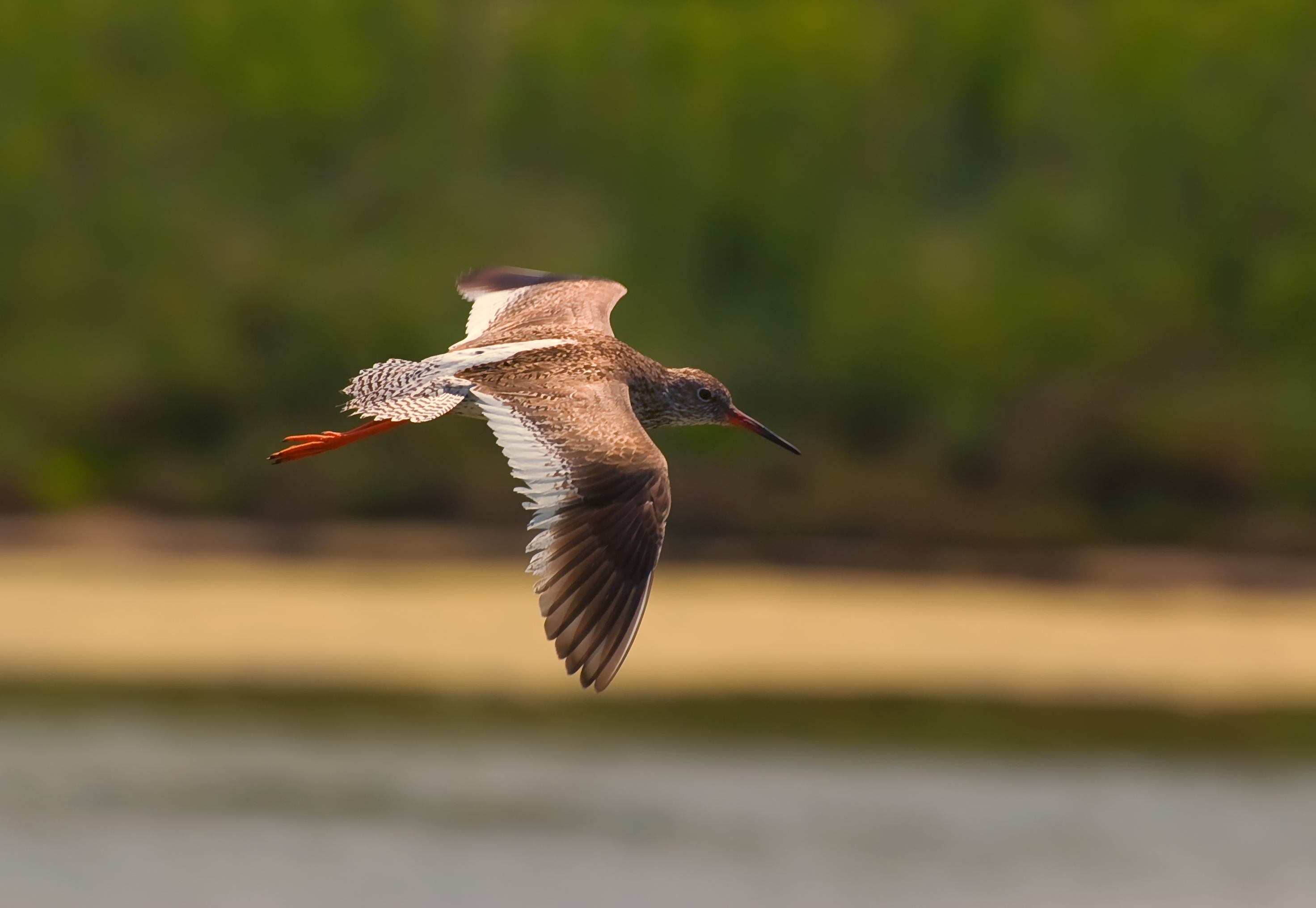
En vol (lagune de Venise, Italie).
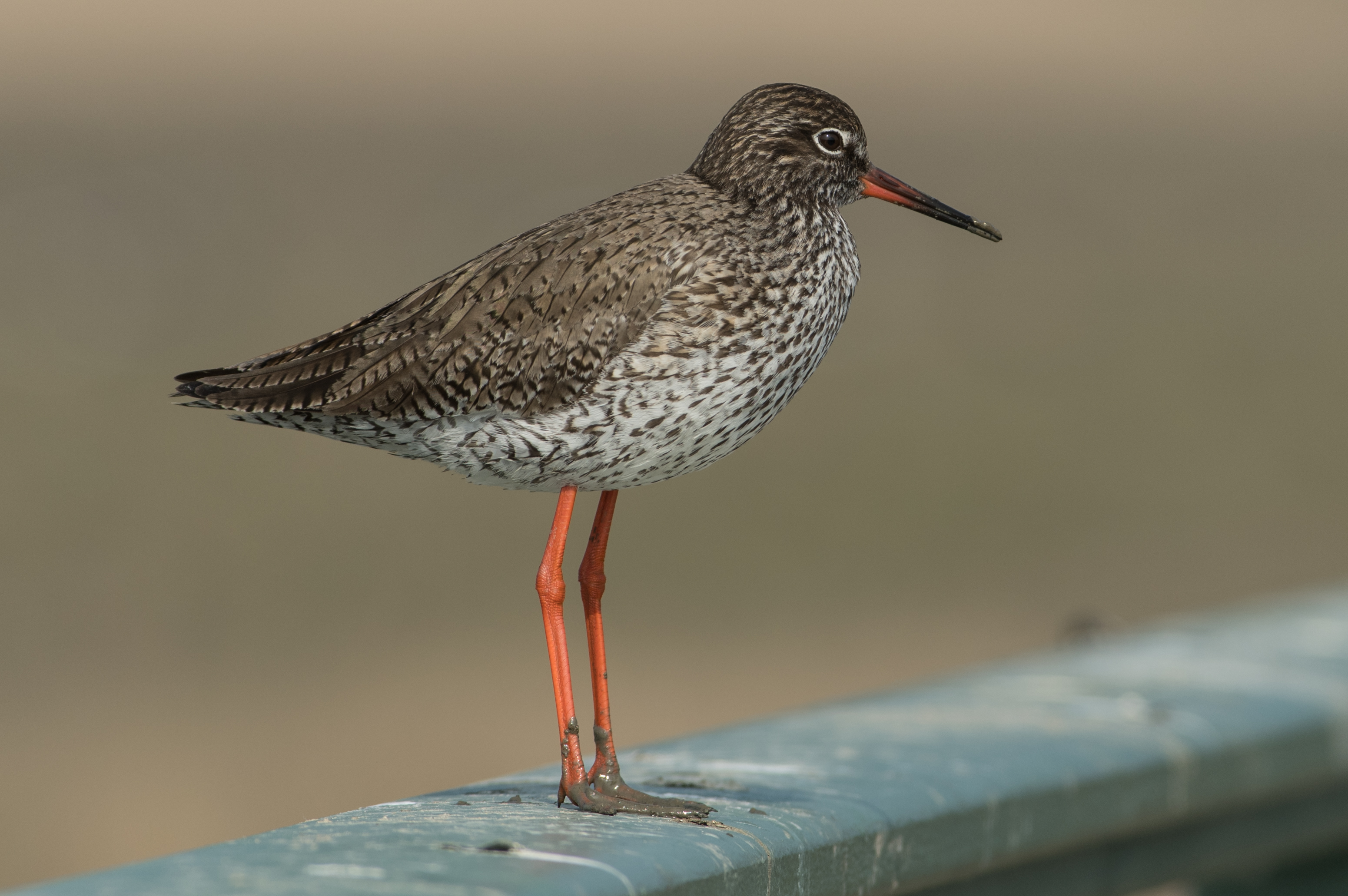
Chevalier gambette (Amrum, Allemagne).
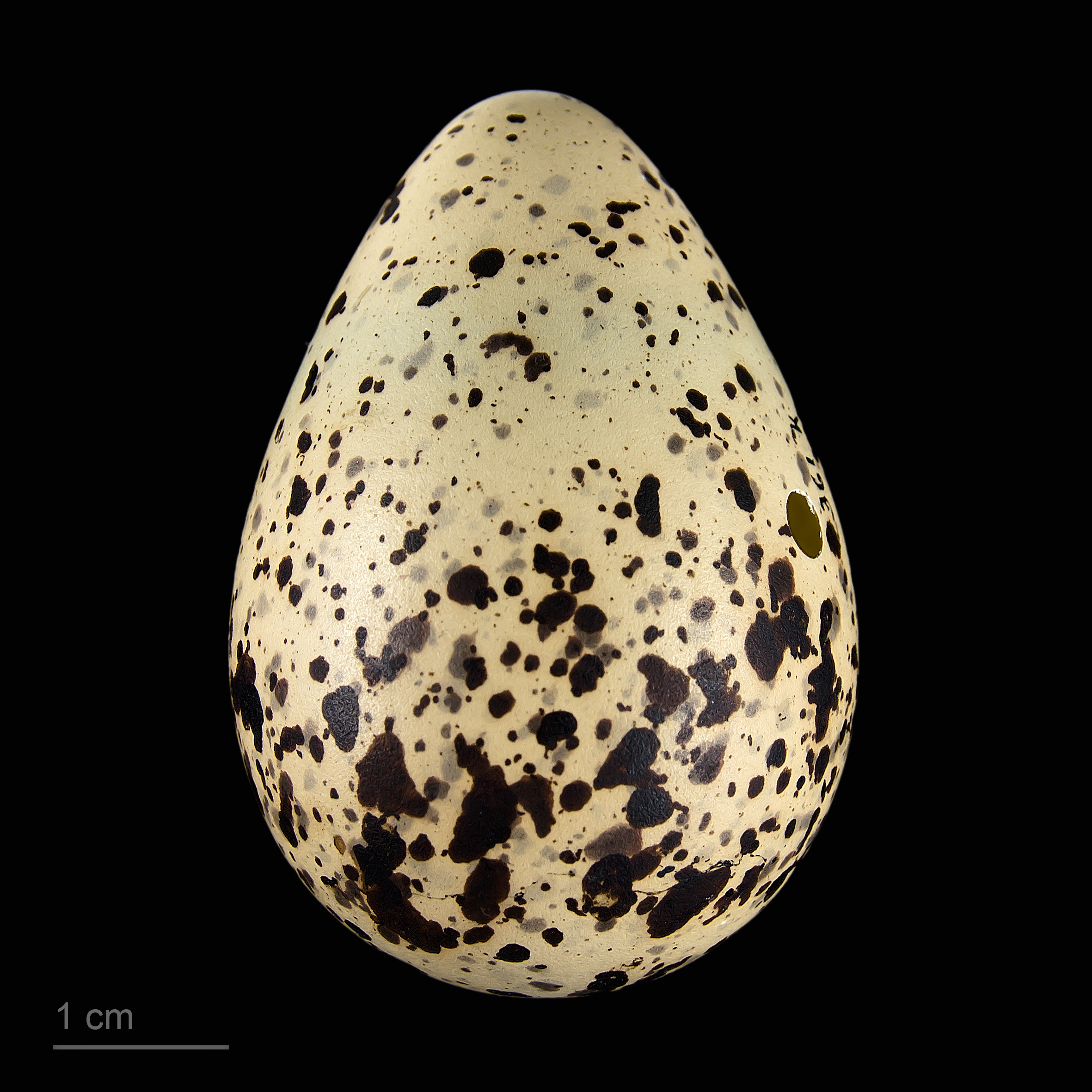
Œuf.

## Dénominations
Ce taxon porte en français les noms vernaculaires ou normalisés suivants : Chevalier gambette,, Chevalier gambette européen.

## Systématique
Le nom valide complet (avec auteur) de ce taxon est Tringa totanus (Linnaeus, 1758).
L'espèce a été initialement classée dans le genre Scolopax sous le protonyme Scolopax totanus Linnaeus, 1758.